# قانون شایم فلوگ

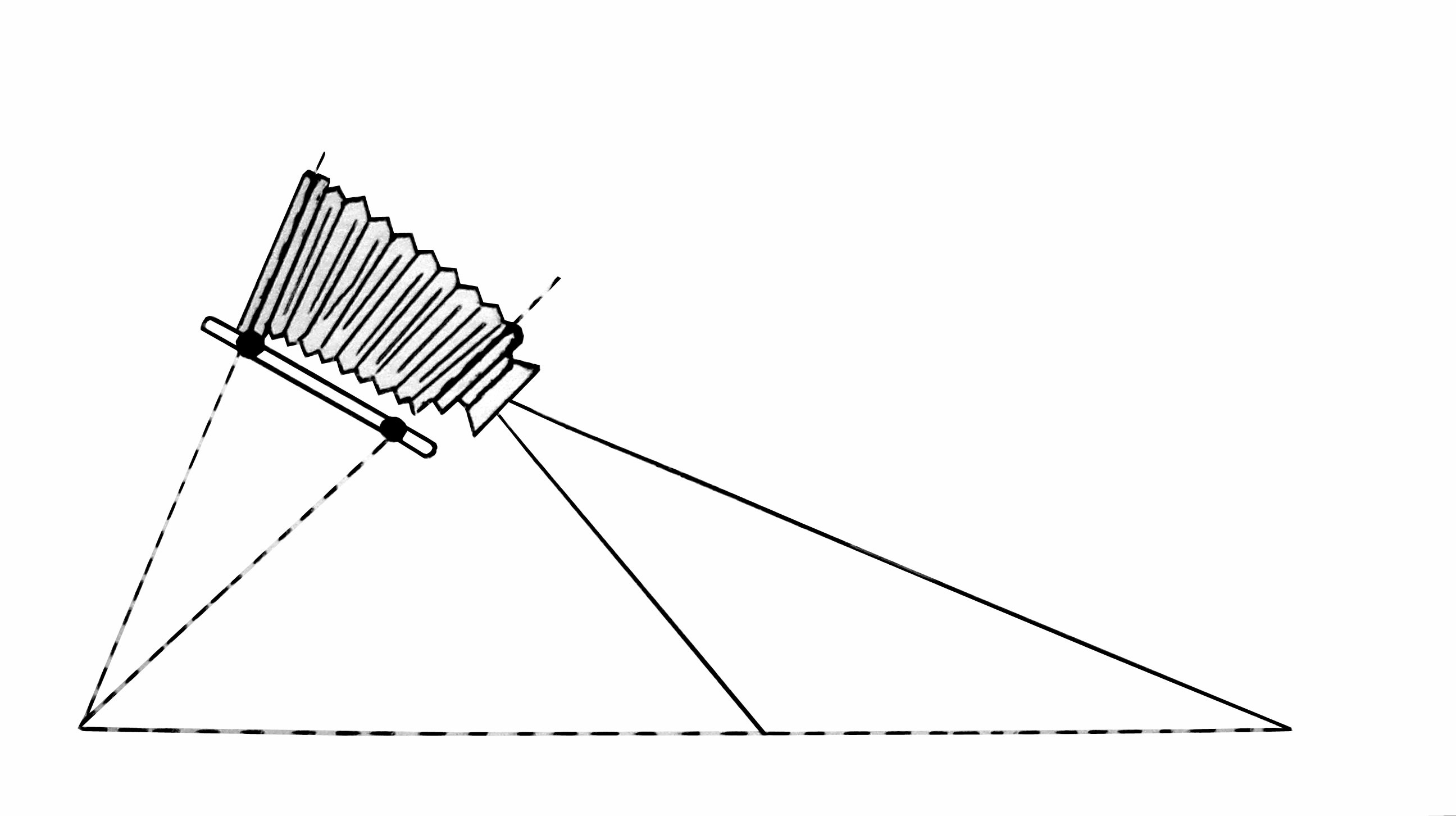
اصل شایم فلوگ، زمانی که صفحاتِ سطح حساس عکاسی و سطح لنز و سطح سوژه در یک نقطه همدیگر را قطع کنند بدون در نظر گرفتن فوکوس، از نزدیکی‌های لنز تا انتهاء دید آن در میدان وضوح قرار می‌گیرند.

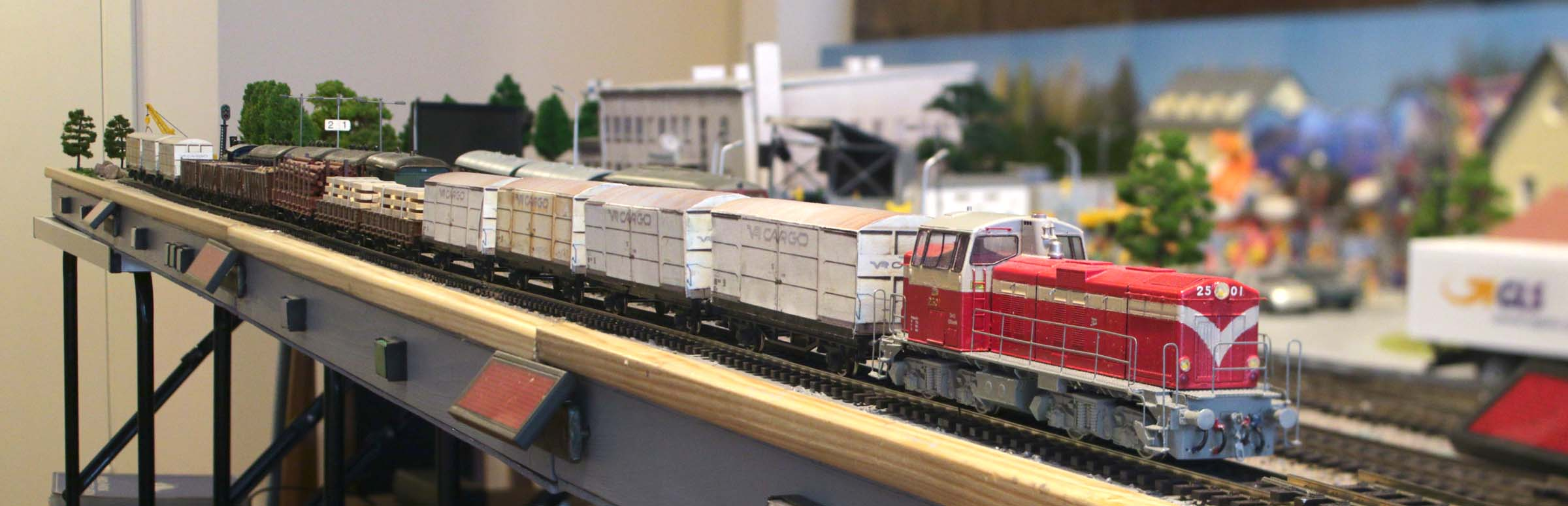
عکسی با قانون شایم فلوگ

قانون شایم فلوگ، می‌گوید: هرگاه در عکسبرداری، صفحه فرضی سوژه، با صفحات لنز و سطح حساس عکاسی در یک نقطه مشترک همدیگر را قطع کنند، بیشترین عمق میدان وضوح به‌دست خواهد آمد. یعنی از چند سانتیمتری لنز تا بی‌نهایت در میدان وضوح لنز قرار خواهند گرفت.
این اصل در سال ۱۸۹۴ میلادی، توسط تئودور شایم فلوگ اتریشی کشف شد و از آن زمان به نام وی ثبت شد. اصل شایم فلوگ به‌طورکلی برای عکاسی حرفه‌ای از اجسام یا جاهایی که از یک خط عرضی (بلند یا کوتاه) برخوردارند، یا جاهایی که صحنه‌آرایی آن‌ها در کنترل کامل عکاس است، نتایج درخشانی به‌دست می‌دهد.

## نگارخانه

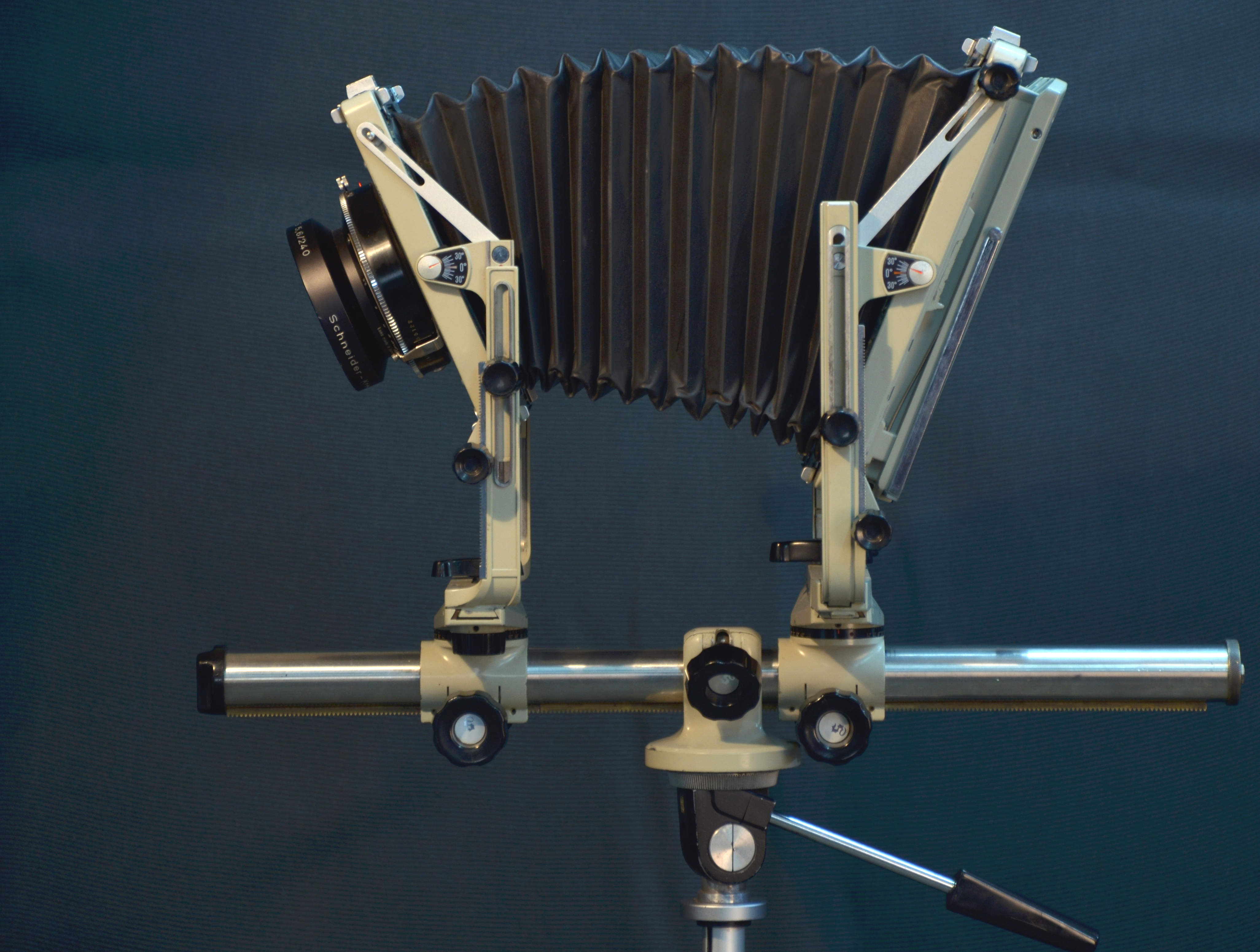
دوربین گیمبال برای عکسبرداری از هواپیمای شیب‌دار، قسمت شیئی و کاست کج شده است